# Hospital San Juan de la Cruz
El Hospital San Juan de la Cruz es un centro hospitalario gestionado por el Servicio Andaluz de Salud, situado en la ciudad española de Úbeda.

## Área de influencia
Dentro del Sistema Sanitario Público de Andalucía, está catalogado como hospital comarcal y cubre la atención médica especializada del Área de Gestión Sanitaria Nordeste de Jaén, que comprende las comarcas de La Loma, Las Villas, Sierra Mágina, Sierra de Cazorla y Sierra de Segura.

## Centros asociados

### Centros de consultas externas
- C.P.E. de Úbeda
- C.P.E. de Villacarrillo

### Centros de salud mental
- Unidad de Hospitalización de Salud Mental S. Juan de la Cruz
- Unidad de Salud Mental Comunitaria Úbeda
- Unidad de Salud Mental Comunitaria Villacarrillo

## Unidades de gestión clínica activas
Los servicios clínicos que ofrece el hospital tienen una estructura flexible, que se va adaptando a las necesidades de la población, a la que presta atención sanitaria. En 2010 el hospital estaba estructurado en las siguientes Unidades de gestión Clínica Activas:
| Nombre UGC                    | Centros Asociados                                       | Ámbito                |
| ----------------------------- | ------------------------------------------------------- | --------------------- |
| Rehabilitación                | DSAP Jaén Nordeste                                      | Interniveles AP/AH    |
| Salud mental                  | DSAP Jaén Nordeste                                      | Interniveles AP/AH    |
| Soporte paliativos            | Hospital de San Agustín                                 | Intercentros          |
| Oncología provincial          | Complejo Hospitalario de Jaén y Hospital de San Agustín | Intercentros          |
| Oftalmología                  |                                                         | Atención Hospitalaria |
| Pediatría                     |                                                         | Atención Hospitalaria |
| Urología                      |                                                         | Atención Hospitalaria |
| Cirugía general               |                                                         | Atención Hospitalaria |
| Cuidados críticos y Urgencias |                                                         | Atención Hospitalaria |
| Diagnóstico por imagen        |                                                         | Atención Hospitalaria |
| Farmacia                      |                                                         | Atención Hospitalaria |
| Hematología                   |                                                         | Atención Hospitalaria |
| Laboratorio                   |                                                         | Atención Hospitalaria |
| Obstetricia y ginecología     |                                                         | Atención Hospitalaria |

## Cartera de servicios
En 2010 la cartera de servicios que ofrece el hospital es la siguiente:
Unidades médicas
- Cuidados críticos. Urgencias. Hematología y Hemoterapia (Clínica). Medicina Física y Rehabilitación. Medicina Interna. Aparato digestivo. Cardiología. Neumología. Pediatría. Salud Mental. E.S.M.D (Equipo de Salud Mental de Distrito). Unidad de Hospitalización de Salud Mental.

Unidades médico quirúrgicas
- Anestesiología y reanimación. Cirugía general y digestiva. Dermatología M.Q.. Venerología. Cirugía ortopédica y Traumatología. Obstetricia y Ginecología. Oftalmología. Otorrinolaringología. Urología

Unidades diagnósticas
- Análisis clínicos. Anatomía patológica. Hematología. Hematología y Hemoterapia (laboratorio). Microbiología y Parasitología. Radiodiagnóstico

Unidades generales
- Farmacia hospitalaria. Medicina preventiva y salud pública.

Unidades UGC
- Rehabilitación del aparato locomotor. Cirugía ortopédica.

## Datos básicos
El Servicio Andaluz de Salud en el informe de 2006 informa que los datos básicos de este hospital para ese ejercicio eran los siguientes:

### Dotaciones de Personal
| Directivos                        | 7   |
| Facultativos                      | 137 |
| Personal sanitario no facultativo | 455 |
| Personal no sanitario             | 242 |
| Personal en formación             | 19  |

### Infraestructuras y equipamientos
| Unidades clínicas | 3   |
| Camas instaladas  | 224 |
| Quirófanos        | 7   |
| Consultas         | 37  |
| Salas Rayos X     | 3   |
| Ecógrafos         | 11  |
| Telemandos        | 2   |
| TAC               | 1   |

### Actividad
| Ingresos                               | 9822    |
| Estancias                              | 63 653  |
| Urgencias                              | 52 757  |
| Consultas                              | 121 630 |
| Intervenciones quirúrgicas programadas | 1463    |
| Intervenciones urgentes                | 1723    |
| Intervenciones ambulatorias            | 1999    |
| Partos vaginales                       | 1719    |